# Eupithecia latipennata
Eupithecia latipennata es una especie de polilla de la familia Geometridae. La especie fue descrita por primera vez por Louis Beethoven Prout habiendo sido descrita en 1914, con distribución en Portugal. Un sintipo fue descrito en la región de Madeira. Es una polilla pequeña con un envergadura de 17,5 milímetros (0,7 plg).